# آلن پوئر
آلن پوئر (فرانسوی: Alain Poher‎; زاده ۱۷ آوریل ۱۹۰۹ – درگذشته ۹ دسامبر ۱۹۹۶) سیاست‌مدار اهل فرانسه بود.
وی از سال ۱۹۶۸ تا ۱۹۹۲ رئیس مجلس سنا فرانسه، ۱۹۶۶ تا ۱۹۶۹ رئیس پارلمان اروپا و از سال ۱۹۴۶ تا ۱۹۴۹، از سال ۱۹۵۲ تا ۱۹۹۵ عضو مجلس سنا فرانسه بوده‌است.
پوئر همچنین برندهٔ جوایزی همچون لژیون دونور و صلیب جنگ ۱۹۴۵–۱۹۳۹ شده‌است.